# Gamma Leporis
Gamma Leporis (13 Leporis) é uma estrela dupla na direção da constelação de Lepus. Possui uma ascensão reta de 05h 44m 27.97s e uma declinação de −22° 26′ 51.0″. Sua magnitude aparente é igual a 3.59. Considerando sua distância de 29 anos-luz em relação à Terra, sua magnitude absoluta é igual a 3.83. Pertence à classe espectral F7V.